# Jean-Luc Ponty
Jean-Luc Ponty (Avranches, 29 september 1942) is een Franse jazzviolist.
Ponty was de eerste violist die verder ging dan het spelen van swing. Hij liet zich beïnvloeden door niet-violisten die veel modernere jazz speelden zoals Charlie Parker, John Coltrane en Clifford Brown. Zijn eerste platen zijn dan ook erg bebop. Later werd hij een van de grote namen uit de jazzrock-stroming. Hij gebruikte onder andere elektrisch viool en synthesizers.

## Discografie
- Jazz long playing (1964)
- Violin Summit (1966), met Stuff Smith, Stephane Grappelli, Svend Asmussen
- Trio HLP (1966), met Daniel Humair en Eddie Louiss
- Free Action (1967), met Wolfgang Dauners septet
- Noon in Tunisia (1967), met George Gruntz en Tunesische muzikanten
- Sunday Walk (1967)
- More Than Meets the Ear (1968), met George Gruntz, Carmel Jones, Leo Wright, Daniel Humair
- Electric Connection (1969), met de Gerald Wilson Big Band
- Live at Dontes (1969), met het George Duke Trio
- The Jean-Luc Ponty Experience (1969), met het George Duke Trio
- Hot Rats (1969), met Frank Zappa
- King Kong (1969), met onder andere George Duke, Ernie Watts, Wilton Felder, Ian Underwood
- Open Strings (1971), met Joachim Kuhn (piano), Philip Catherine (gitaar), Peter Warren (basgitaar), Oliver Johnson (drums)
- New Violin Summit (1971), met Sugar Cane Harris, Michael Urbaniak, Nipso Brantner
- "ARIA" (1972), met Alan Sorrenti
- Honky Chateau (1972), met Elton John
- Overnight Sensation (1973), met Frank Zappa
- Stephane Grappelli & Jean-Luc Ponty (1973)
- Apocalypse (1974), met John McLaughlin's Mahavishnu Orchestra
- Visions of the Emerald Beyond (1975), met John McLaughlin's Mahavishnu Orchestra
- Upon the Wings of Music (1975), met Patrice Rushen (keyboard), Dan Sawyer (gitaar), Ray Parker Junior (gitaar), Ralphe Armstrong (basgitaar), Ndugu Leon Chancler (drums),
- Aurora (1976), met Patrice Rushen (keyboard), Daryl Stuermer (gitaar), Tom Fowler (basgitaar), Norman Fearrington (drums)
- Imaginary Voyage (1976), met Allan Zavod (keybaord), Daryl Stuermer (gitaar), Tom Fowler (basgitaar), Mark Craney (drums)
- Enigmatic Ocean (1977), met Allan Zavod (keyboard), Daryl Stuermer (gitaar), Allan Holdsworth (gitaar), Ralphe Armstrong (basgitaar), Steve Smith (drums)
- Cosmic Messenger (1978), met Allan Zavod (keyboard), Joaquin Lievano (gitaar), Peter Manau (gitaar), Ralphe Armstrong (basgitaar), Casey Scheuerell (drums, percussie)
- A Taste for Passion (1979), met Allan Zavod (keyboard), Joaquin Lievano (gitaar), Jamie Glaser (gitaar), Ralphe Armstrong (basgitaar), Casey Scheuerell (drums, percussie)
- Jean-Luc Ponty Live (1979)
- Civilized Evil (1980), met Chris Rhyne (keyboard), Joaquin Lievano (gitaar), Randy Jackson (basgitaar) , Mark Craney (drums)
- Mystical Adventures (1982), met Chris Rhyne (keyboard), Jamie Glaser (gitaar), Randy Jackson (basgitaar), Rayford Griffin (drums), Paulinho da Costa (percussie)
- Individual Choice (1983)
- Open Mind (1984)
- Fables (1985), met Scott Henderson (gitaar), Baron Browne (basgitaar), Rayford Griffin (drums)
- The Gift of Time (1987), met Baron Browne (basgitaar), Rayford Griffin (drums)
- Storytelling (1989), met Wally Minko (keyboard), Jamie Glaser (gitaar), Baron Browne (basgitaar), Rayford Griffin (drums, percussie)
- Puss In Boots (1991), kindervertelling door Tracey Ullman met muziek van Jean-Luc Ponty
- No Absolute Time (1993), met Wally Minko (keyboard), Martin Atangana (gitaar), Guy N'Sangué Akwa (basgitaar), Moktar Samba (drums, percussie), Abdou M'Boup (percussie), Sydney Thiam (percussie)
- The Rite of Strings (1994), composities van Jean-Luc Ponty, Al DiMeola en Stanley Clarke, tevens als DVD Live At Montreux 1994
- Le Voyage (1996), verzamelalbum
- Live At Chene Park (1997), live-album met Chris Rhyne (keyboard), Jamie Glaser (gitaar), Baron Browne (basgitaar), Michael Barsimanto (drums)
- The Very Best of Jean-Luc Ponty (2000), verzamelalbum
- Life Enigma (2001)
- The Very Best of Jean-Luc Ponty (2002), verzamelalbum
- Live at Semper Opera (2002), live-album met William Lecomte (keyboard), Guy N'Sangué Akwa (basgitaar), Thierry Arpino (drums), Moustapha Cisse (percussie)
- In Concert (2003), DVD met William Lecomte (keyboard), Guy N'Sangué Akwa (basgitaar), Thierry Arpino (drums), Moustapha Cissé (percussie)